# Вилинг (Мисури)
Вилинг (енгл. Wheeling) град је у америчкој савезној држави Мисури.

## Демографија
По попису из 2010. године број становника је 271, што је 3 (1,1%) становника више него 2000. године.
| Група             | 2000.       | 2010.       |
| Белци             | 264 (98,5%) | 268 (98,9%) |
| Афроамериканци    | 0 (0,0%)    | 1 (0,4%)    |
| Азијати           | 0 (0,0%)    | 0 (0,0%)    |
| Хиспаноамериканци | 2 (0,7%)    | 2 (0,7%)    |
| Укупно            | 268         | 271         |